# Plumieux
Plumieux (en bretó Pluvaeg, gal·ló Ploemioec) és un municipi francès, situat a la regió de Bretanya, al departament de Costes del Nord. L'any 2005 tenia 1.071 habitants.

## Demografia
| 1962                                       | 1968  | 1975  | 1982  | 1990  | 1999  |
| ------------------------------------------ | ----- | ----- | ----- | ----- | ----- |
| 1.493                                      | 1.343 | 1.236 | 1.227 | 1.178 | 1.075 |
| Des de 1962: població sense dobles comptes |       |       |       |       |       |

## Administració
| Període   | Identitat         | Partit        |
| --------- | ----------------- | ------------- |
| 2001-2008 | Rolande Pichard   |               |
| 2008-     | Gérard Connan     |               |
| 2008-     | Dominique Grall   | Verts         |
| 1995-     | Jean-Noël Lagueux | Divers droite |